# Briefwisseling tussen de Ottomaanse sultan en de Kozakken
De Correspondentie of Briefwisseling tussen de Ottomaanse sultan en de Kozakken, ook onder meer bekend als de Correspondentie of Briefwisseling tussen de Kozakken en de Ottomaanse/Turkse sultan, is een verzameling apocriefe brieven die zouden zijn geschreven en verzonden door een sultan van het Ottomaanse Rijk (meestal geïdentificeerd als Mehmet IV) en een groep Kozakken die oorspronkelijk met de stad Tsjyhyryn in het huidige Oekraïne werden geassocieerd, maar later met de Oekraïense stad Zaporizja.
Volgens traditionele interpretaties zijn de brief van de sultan en het Kozakse antwoord (ook wel bekend als de Zaporozje/Kozakse brief aan de Turkse sultan; Oekraïens: Лист запорожців турецькому султанові) geschreven tussen 1672 en 1680. De sultan zou hebben geëist dat de Kozakken zich zouden overgeven door op te scheppen over zijn titels en macht, terwijl de Kozakken, naar verluidt aangevoerd door een man genaamd "Ivan Sirko" of "Zaxarcenko", een repliek zouden hebben gestuurd vol met sarcasme en beledigingen waarin zij zwoeren tegen de sultan te zullen vechten.
Hoewel vroege commentatoren nog twijfelden of deze apocriefe brieven mogelijk authentiek waren, zijn moderne wetenschappers het erover eens dat de veronderstelde "correspondentie" een vervalsing is, die moet worden begrepen binnen een groot aantal soortgelijke geschriften als onderdeel van vroegmoderne (Oost-)Europese christelijke anti-Ottomaanse propaganda die opkwam tijdens de Ottomaanse oorlogen in Europa. Het is niet zeker of de originele tekst is geschreven in het Middel-Pools of (minder waarschijnlijk) het Middel-Oekraïens, maar de Russische ("Moskovische") versies zijn vrijwel zeker vertalingen van een niet-Russisch origineel. Het is ook mogelijk dat het Poolse origineel eerst naar het Russisch is vertaald en pas later naar het Oekraïens.:10:25

## Geschiedenis

### Onderzoek

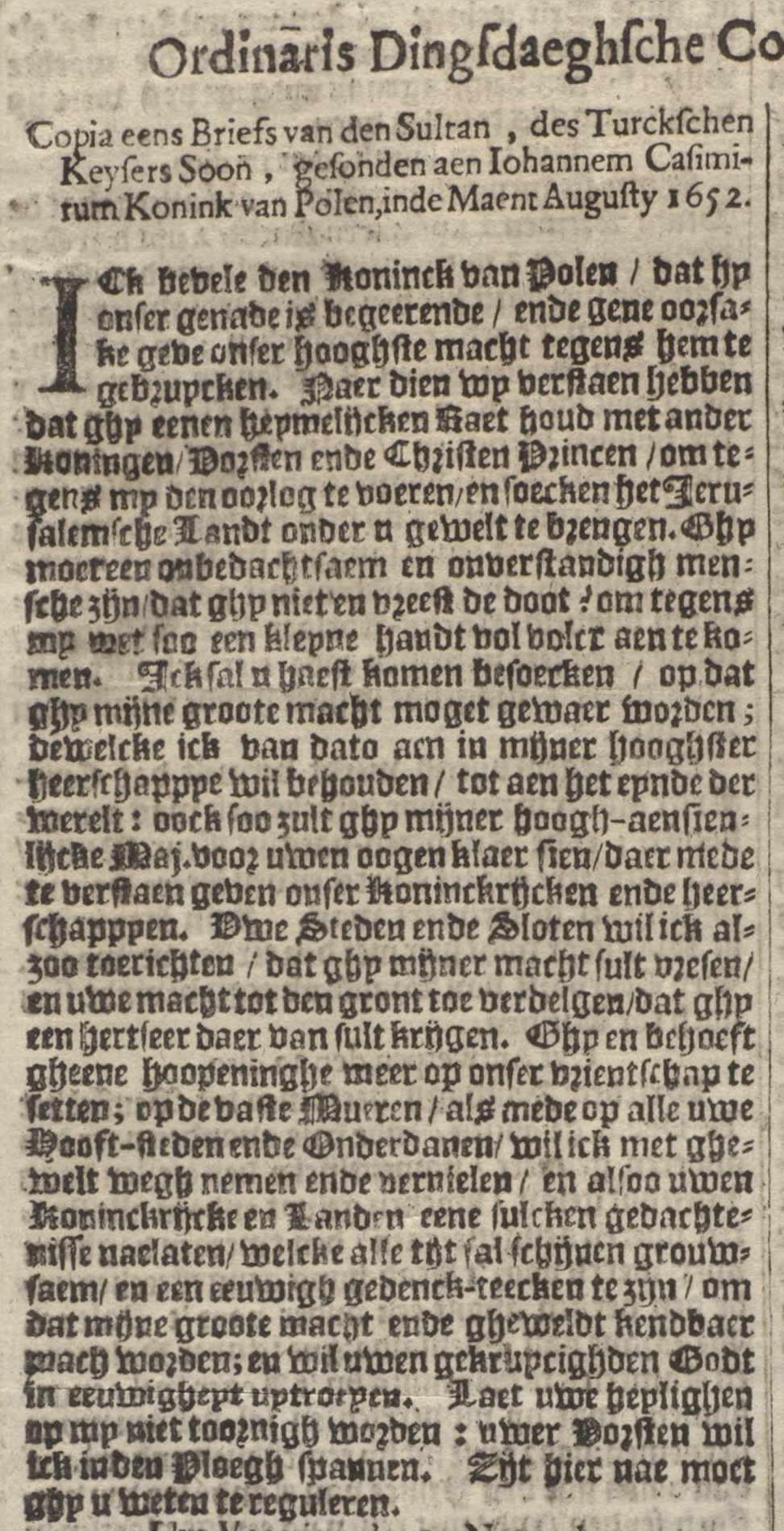
Een vergelijkbare nepbrief, gepubliceerd in het Nederlands in 1652, zogenaamd door een ongenaamde 'Turkse' sultan gezonden aan koning Jan II Casimir van Polen. De sultan schept op over zijn militaire macht, beweert dat Jan stiekem met andere christelijke vorsten een anti-Ottomaanse coalitie probeert te smeden en dreigt zijn landen met geweld te veroveren.

Een van de eerste mensen die probeerde om de briefwisseling tussen de sultan en de Kozakken kritisch te bestuderen was Andrej Popov (1869). Hij legde correct het verband met andere apocriefe brieven die aan de sultan werden toegeschreven in 17e-eeuwse Moskovitische handschriften, maar hij trok de onjuiste conclusie dat al deze brieven door dezelfde Moskovitische auteur moesten zijn geschreven in het laatste kwart van de 17e eeuw. Daaropvolgende studies poogden aan te tonen dat de originele tekst van de sultan-Kozakse correspondentie ofwel in het Pools was geschreven en daarna naar het Oekraïens en Russisch waren vertaald, ofwel dat Oekraïens de brontaal was. Kostiantyn V. Kharlampovych / Xarlampovyč (1923) ondernam de eerste diepgaande tekstologische analyse van verschillende versies die hij tot zijn beschikking had, die hij in twee groepen indeelde: korte Russische versies (waar Popov van wist) die de Kozakken verbonden met Tsjyhyryn en langere Oekraïense versies (samen de "Oekraïense redactie" genoemd) die de Kozakken in verband brachten met Zaporizja en verscheidene andere elementen bevatten die niet in de korte Russische versies te vinden waren. Hoewel Kharlampovych geen toegang had tot enige Poolse versies, overtuigde het interne bewijs hem ervan dat het Pools de oorspronkelijke taal van de tekst moest zijn geweest en dat feitelijke discrepanties in de Oekraïense teksten het extreem onwaarschijnlijk maakten dat ze bij de 17e-eeuwse Kozakken in Oekraïne waren ontstaan.
Met haar twee artikelen in de jaren 1950 was Marianna Davidovna Kagan-Tarkovskaia de eerste wetenschapper die vele Russische teksten onderzocht, waarbij ze concludeerde dat ze waarschijnlijk vanuit het Oekraïens naar het Russisch waren vertaald door de Posolskii prikaz (de Moskovitische Ambassade oftewel de Diplomatieke Kanselarij), die destijds de taak had om buitenlandse pamfletten en kranten te vertalen. Nud'ha (1963) bracht een tot dusver onbekende Poolse tekst aan het licht en betoogde dat de briefwisseling een vroeg-17e-eeuwse Oekraïense oorsprong zou hebben gehad, maar zijn conclusies bleken onhoudbaar. In 1966 publiceerden Eustachiewicz en Inglot een aantal Poolse versies van de sultan–Kozakkenbrieven, die – op één uitzondering na – overeen kwamen met de "Oekraïense redactie"; ze beriepen zich ook op een grote hoeveelheid bewijsmateriaal om de correspondentie te plaatsen in een stevig gevestigde 17e-eeuwse literaire traditie in Polen.

### Observaties en conclusies

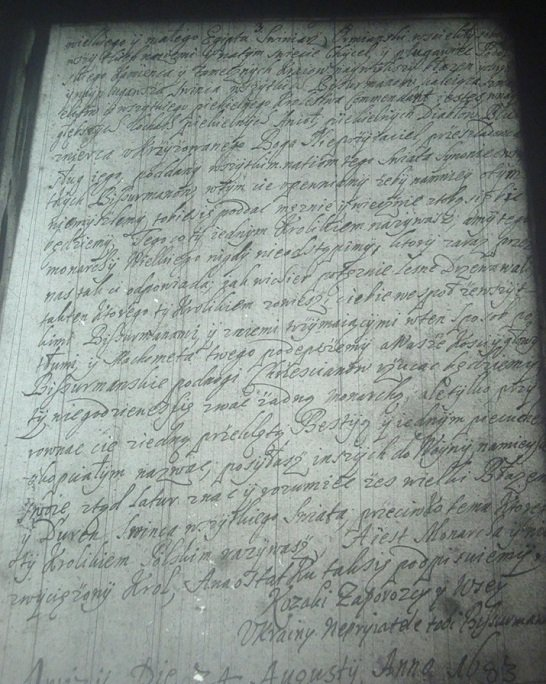
Poolse versie van de Kozakkenbrief aan de sultan uit 1683, ontdekt in 2019

De Amerikaanse historicus Daniel C. Waugh, gespecialiseerd in Slavische en Oost-Europese geschiedenis, merkte in 1978 over de vermeende briefwisseling tussen de sultan en Kozakken het volgende op:

De correspondentie van de sultan met de Tsjyhyrynse Kozakken had ergens in de achttiende eeuw een tekstuele transformatie ondergaan waarbij de Tsjyhyrynaren de Zaporizjaren werden en de beheerste satire van het antwoord in vulgariteit ontaardde. In deze vulgaire versie kreeg de Kozakken-correspondentie in de negentiende eeuw een ruime verspreiding. In een aantal gevallen werd zij aangehaald als authentieke documentatie, naar het zich laat aanzien vooral omdat de brieven in zekere zin een vooropgezet romantisch beeld van Kozakken bevestigden: grof en roofzuchtig, maar helden van de strijd in Oekraïne voor onafhankelijkheid van niet-Oekraïense overheersing. Het is duidelijk dat de hernieuwde aandacht voor de Kozakken-correspondentie in een dergelijke context verband moet houden met de groei van Oekraïens nationalisme en met de groeiende wetenschappelijke interesse in nationale en etnische verschillen. De bekendste weerspiegeling van de negentiende-eeuwse populariteit van de Kozakken-correspondentie is het beroemde schilderij van Ilja Repin waarop de rumoerige Zaporizjaren hun antwoord optekenen.

Volgens Oekraïens historicus Volodymyr Pylypenko (2019) is de briefwisseling 'waarschijnlijk de beroemdste vervalsing uit de Oekraïense geschiedenis, een nepdocument met een lange en levendige geschiedenis (...) De tekst heeft talloze vertalingen en bewerkingen ondergaan.' Een Franse en een Duitse vertaling zijn het bekendste geworden omdat deze de tekst toegankelijk maakten voor een groot Europees lezerspubliek. Pylypenko wees erop dat de brief veel stilistische overeenkomsten heeft met andere nepdocumenten en vervalsingen die in de 17e eeuw onder meer in het Pools-Litouwse Gemenebest en het Tsaardom Rusland (Moskovië) opdoken alsof het echte brieven tussen Oost-Europese christelijke vorsten en de Ottomaanse sultan waren, terwijl het in feite politiek-religieuze propagandawerkjes waren. Dit genre bestond uit vier hoofdthema's:
- Brieven van de sultan aan de koning van het Pools-Litouwse Gemenebest;
- Nepcorrespondentie tussen de monarchen;
- Brieven van de sultan aan de Poolse landadel; en
- Een verzameling van nepakkoorden inzake de vorming van een Europese christelijke anti-Turkse coalitie.[14]

De Russische historicus Ivan Poliakov publiceerde in 2018 de oudstbekende kopie van de sultan–Kozakse briefwisseling zoals die werd aangetroffen in een archief van het adelsgeslacht Romodanovski uit de jaren 1670; deze vondst is zeer belangrijk om te begrijpen hoe deze teksten zijn ontstaan. Volgens Russisch historicus Stepan Mikhailovich Shamin (2020) geeft het bewijs aan dat de tekst onder Poolse edelen als een simpele grap begon in de vorm van een pamflet, waarin de Tsjyhyrynse Kozakken de titels en dreigementen van de sultan met humor naast zich neerlegden. Grigory Romodanovski vond deze tekst interessant en grappig, liet deze naar het Russisch vertalen en gaf een kopie ervan aan zijn neefje S. V. Romodanovski, in wiens archief deze oudstbekende versie van de briefwisseling is gevonden.:10:25 Shamin stelde dat de oorspronkelijke Poolse tekst waarschijnlijk op deze manier via de familie Romodanovski zijn weg vond naar de Russische taal en het Tsaardom Rusland (Moskovië).:10:25 Tegen het einde van de 17e en begin van de 18e eeuw dook het pamflet iedere keer dat er een nieuwe oorlog met de Ottomanen uitbrak steeds in een iets gewijzigde vorm opnieuw op. Vanaf de 18e eeuw (vooral vanaf het midden) verschijnen er ook vele Oekraïense versies van de briefwisseling tussen de sultan en de Kozakken.:12:06 Het feit dat de stad Tsjyhyryn (hoofdstad van het Kozakken-Hetmanaat in de jaren 1648–1676) tijdens de oorlog van de jaren 1670 werd verwoest en de herinnering aan haar rol in het tegengaan van de Ottomaanse expansie in de loop der tijd verwaterde, is waarschijnlijk de reden waarom de "Tsjyhyrynse Kozakken" uiteindelijk in de meeste 18e-eeuwse versies van de tekst werden vervangen door de Zaporozje-Kozakken (die veel bekender waren in latere tijden).:12:41
De Oekraïense historicus Taras Tjoehlib (2020) zette de belangrijkste twee redenen uiteen om alle bekende versies van de briefwisseling tussen de sultan en de Kozakken als literaire verzinsels te beschouwen in plaats van authentieke historische documenten:
- De originele tekst is nooit gevonden, maar de talloze versies die wel zijn overgeleverd spreken elkaar allemaal tegen:
  - De brieven zijn gedateerd op verschillende jaren, inclusief 1600, 1619, 1620, 1667, 1672, 1677, 1683 et cetera.
  - De ondertekening in de Kozakse brief verschilt sterk per versie, inclusief "grassroots Kozakken", "Otaman Zakharchenko" en "Ivan Sirko".
  - De geadresseerde in de Kozakse brief verschilt sterk per versie in het identificeren van welke Ottomaanse sultan men beantwoordt, inclusief "Osman", "Mehmet IV", "Ahmed III", enzovoort.
  - De Ottomaanse sultan spreekt de Kozakken op veel verschillende manieren aan, inclusief door ze met ofwel Tsjyhyryn ofwel Zaporizja te associëren.
- De stijl van de Kozakse brief is historisch gezien niet geloofwaardig: 'Het is namelijk bekend dat de diplomatieke correspondentie van de Kozakse heersers met die van andere landen, inclusief de Turkse sultan (...) een compleet ander karakter had en nooit de destijds gangbare etiquette schond om een persoon met deze status aan te spreken.'[16]

## Versies

### Oudstbekende versie van Romodanovski (jaren 1670)
In 2018 publiceerde Ivan Anatol'evich Poliakov een gedetailleerd onderzoek van wat misschien wel de oudste nog bestaande kopie is van een correspondentie tussen de Tsjyhyrynse Kozakken en de Ottomaanse sultan. De kopie werd gevonden tussen een verzameling geschriften in de archieven van de Rurikse prins S.V. Romodanovski. Hoewel de laatste datum in de collectie 25 augustus 1678 is, meende Poliakov de meest waarschijnlijke datum van samenstelling voor de sultan-Kozakkenbrieven in 1673 te zijn vanwege de historische context van de Pools-Ottomaanse oorlog (1672–1676). Desalniettemin vertoonde de tekst, zoals veel andere geleerden al eerder hadden opgemerkt, talloze overeenkomsten met eerdere dergelijke anti-Turkse pamfletten die meer dan een eeuw eerder in het Pools, Duits, Nederlands en andere Europese talen verschenen, terug te voeren tot wel 1518. Deze pamfletten werden vaak gepubliceerd toen een nieuwe oorlog tussen een Europese christelijke staat en het Ottomaanse Rijk was uitgebroken; sommige details werden gewijzigd, bijgewerkt of toegevoegd om van toepassing te zijn op de nieuwe situatie, en vervolgens werd het pamflet over Europa verspreid en in andere talen vertaald. Wat betreft de sultan-Kozakkencorrespondentie ondersteunt het bewijsmateriaal een Pools origineel, dat volgens Poliakov wellicht is geïnspireerd door – en geschreven kort na – de Kozakse verovering van het Ottomaanse fort Azov in 1637.

Vertaling van een Poolse brief van het blad van de Sultan van Turkije was geschreven in Tsjyhyryn door een Kozak in het jaar van 13 juli.
AHOI. Sultan de prins de sultan van Turkije, prins van Turkije, van Griekenland, Macedonië, Babylon, Jeruzalem, pasja van Assyrië, en van groot en klein Egypte, koning van Alexandrië, Armenië en van alle wereldbewoners, Koning der Koningen, kleinzoon van God, beveel ik u, als een dappere soldaat, verdediger van de boerenstand, bewaker van de gekruisigde God, grootse heerser, grootvader van het land, hoop en troost van de busurmanse [islamitische] volkeren, en verdriet en ondergang voor christenen, dat u en alle mensen zich vrijwillig overgeven.
Hetzelfde jaar en dezelfde maand vanuit Tsjyhyryn van de Kozakken aan de Sultan.
Sultan, zoon van de vervloekte Sultan van Turkije, metgezel van Satanië, helse Sultan van Turkije, Griekse sokkel, kok van Babylon, wapenmeester van Jeruzalem, wielmaker van Assyrië, wijnbouwer van groot en klein Egypte, Alexandrijnse varkensboer, Armeense archanak, Tataarse hond, in de wereld levende vervloekte adder, dief van Kamenets-Podolsky en de hele wereld, onderdaan van de spin en de vogelverschrikker, boeman van de hele wereld, Turkse district-busurman, ik ben gelijk aan het lichaam, lasteraar van Satan, hele leger van de hel, vervloekte boodschapper van Satan, vijand van de gekruisigde God en vervolger van zijn dienaren, hoop en troost van de busurmannen [moslims] en hun val en verdriet. We zullen ons niet overgeven aan u, maar we zullen tegen u vechten.

### Versies uit Wenen 1683 (Duits en Pools)
In 2019 ontdekte de Oekraïense historicus Taras Chuhlib in de bibliotheek van de Poolse Academie voor het Wetenschappelijk Onderwijs in Krakau een Poolse versie van de sultan–Kozakse correspondentie, gedateerd op 24 augustus 1683. In een artikel uit 2020 vergeleek Chuhlib deze Poolse versie met twee reeds bekende Duitse versies die ook uit 1683 stamden (een daarvan gepubliceerd door Waugh in 1971, beide gepubliceerd door Hryhoriy Nudha in 1990), die alle drie lijken te zijn geschreven in september–december 1683 in de nasleep van het Beleg van Wenen (1683) ter verheerlijking van Jan III Sobieski, onder wiens bevel de christelijke coalitie de Ottomanen bij Wenen had verslagen. De Duitse versies waren allebei getiteld Copia des Türkischen Kaysers Brief an die Cosacken nach Czechrin ("Kopie van een brief van de Turkse keizer aan de Kozaken te Tsjyhyryn"), waaraan een van twee toevoegde und darauf der Cosacken Antwort ("en daarop het Kozakse antwoord"), terwijl de Poolse versie ondertekend was met Kozaki Zaporozcy y całey [?] Ukrainy ("Kozakken van Zaporozja en heel Oekraïne"). Waugh (1971) merkte op dat een van de Duitse versies uit 1683 afgeleid was van een Slavisch origineel vanwege leenwoorden zoals Bojaar, Sobaka ("hond") en Kolbake ("worst") en de spelfout Engel ("engel") in plaats van Engle ("kleinzoon"), wat overeenkomt met vnuk in Slavische versies. Chuhlib suggereerde dat Jerzy Franciszek Kulczycki betrokken zou kunnen zijn geweest bij de vertaling van de pamfletten naar het Duits. De Duitse versies uit 1683 bevatten ook een significant langer einde in de Kozakse repliek, waarin wordt beweerd dat Jan III Sobieski (zonder hem expliciet te noemen) geen paholk / Kerl ("jongetje") is, maar een veel machtiger koning dan de Turkse sultan – een stuk dat evident aan de tekst is toegevoegd door een pro-Poolse redacteur:

Zoon van de Turkse keizer, ... jij zit in een hol zoals een duivelskind, of een kippendief, die zijn nest tijdens de oorlog naar een ander verplaatst, wat aantoont dat je een dwaas bent; echter, degene die jij een paholk [koning Jan III Sobieski - Taras Chuhlib] noemt, is een dappere grootmachtige monarch en een onoverwinnelijke koning.

### Chronograaf van 1696 (gepubliceerd Popov 1869)
De tekst die Andrej Popov publiceerde in zijn boek Изборник славянских и русских сочинений и статей ("Verzameling Slavische en Russische Werken en Artikelen", 1869, p. 455–456) is in het Russisch. Popov vond deze kopie in de Chronograaf van 1696. In deze versie, die korter is dan veel Oekraïense exemplaren, worden de Kozakken in verband gebracht met de stad Tsjyhyryn (Oekraïens: Чигири́н; Russisch: Чигирин Chigirin).

### Versie van Kostomarov 1872
In 1978 publiceerde de Amerikaanse Slavische taalkundige Victor Friedman een gedetailleerde analyse van de historische en taalkundige achtergrond van twee versies van de brieven die hij tot zijn beschikking had: de Evarnickij/Yavornytsky-versie uit 1894 in het Middel-Oekraïens met gestandardiseerde Russische orthografie en slechts één taboewoord, en de Kostomarov-versie uit 1872 in het Middel-Oekraïens met een Oekraïense orthografie en vier 'scatologische' taboewoorden. Omdat de laatste versie een meer archaïsche stijl had, concludeerde Friedman dat die waarschijnlijk dichter bij de originele tekst lag en besloot daarom om de Kostomarov-versie uit 1872 als de basis voor zijn Engelse vertaling en verdere analyse te gebruiken.
De brief van Mehmet IV zou hebben geluid (volgens Friedmans vertaling van Kostomarov 1872):

Ik, de sultan, zoon van Mohammed, broer van de zon en de maan, kleinzoon en stadhouder van God, heerser van alle koninkrijken: Macedonië, Babylonië, Jeruzalem, Opper- en Neder-Egypte, koning der koningen, heerser van al wat bestaat; buitengewoon, onverslagen ridder; constante bewaker van het graf van Jezus Christus, vertrouweling van God zelve; hoop en troost der moslims, de schrik en grote beschermheer der christenen, beveel u, de Zaporozje-Kozakken, u vrijwillig en zonder tegenstand aan mij te onderwerpen, en uzelf niet toe te staan om mij lastig te vallen met uw aanvallen!
— Turkse sultan Mohamed

Het antwoord van de Kozakken zou zijn geweest (volgens Friedmans vertaling van Kostomarov 1872):

Jij Turkse satan, broer en kameraad van de vervloekte duivel en secretaris van Lucifer zelf! Wat voor een ridder ben jij, voor de duivel? De duivel schijt en jij en je leger eten [het] op. Jij bent niet geschikt om christenzonen onder je te hebben. Wij zijn niet bang voor je leger en we zullen je bestrijden te land en ter zee.
Jij Babylonische keukenjongen, raddraaier van Macedonië, bierbrouwer van Jeruzalem, Alexandrijnse geitenvilder, varkenshoeder van Opper- en Neder-Egypte, zwijn van Armenië, Tataarse bok, beul van Kamjanets, dief van Podolië, kleinzoon van de Euvele Slang zelf, nar van de hele wereld en de onderwereld, domkop van onze God, varkenssnuit, paardenkont, slagershond, ongedoopte wenkbrauw, moge de duivel je reet stomen!
Aldus verklaren wij, Zaporozje-Kozakken, jij gladjanus. Je bent niet geschikt om over echte christenen te heersen. De datum weten we niet want we hebben geen kalender. De maan (maand) staat aan de hemel, het jaar staat in een boek en de dag is dezelfde dag als bij jou, dus kom onze kont kussen!
— Hoofd-Hetman Zaxarcenko met het hele Zaporozje Leger

### Versie uit Dunavec 1882 (gepubliceerd Krauss jaren 1880)
Friedman (1978) vond nog een andere versie van de twee brieven in deel 5 van Krypta¡dia (geredigeerd en gepubliceerd door Friedrich Salomon Krauss in Heilbronn en Parijs tussen 1883 en 1905), 'waar staat dat ze zijn verzameld in Nižnij Dunavec, Dobrudža, in 1882' (waarschijnlijk het huidige Dunavets / Дунавец in de Bulgaarse gemeente Toetrakan in de Zuidelijke Dobroedzja); beide brieven waren ook van Franse vertalingen voorzien. Zowel de sultanbrief als de Kozakkenrepliek zijn significant korter dan in de versies van Yavornytsky en Kostomarov en geschreven in 'een soort modern, genormaliseerd Oekraïens'. Friedman merkte ook op dat de uitspraak mat' tvoju job ("neuk je moeder") een 'belediging is die rechtstreeks uit het Russisch is overgenomen' (in het Oekraïens zou het matir tvoju jib zijn geweest), 'schelden op zijn "Moskovitisch"' vertegenwoordigt en 'het enige russicisme in de tekst' is; de frase is daarom waarschijnlijk geen onderdeel van de originele tekst, maar eerder een interpolatie. Friedman vertaalde alleen de Zaporozje-repliek van de versie van Krauss 1882 naar het Engels:

Wat voor verdomde ridder ben jij nou helemaal: de duivel schijt en jij en je leger eten [het op]!

Jij Alexandrijnse bierbrouwer, Kozakse pijlenbundel, Podolische beul, Armeens varken, zwijnensnuit, paardenkont, slagershond! Jij bent niet geschikt om de zonen van christenen aan te voeren, wij zullen te land en ter zee bestrijden, ongedoopt voorhoofd, neuk je moeder!

We weten de datum niet, we hebben geen kalender, maar de dag is bij ons dezelfde als bij jou: kus onze kont!

### Versie van Kurylin 1894 (gepubliceerd Yavornytsky 1894)

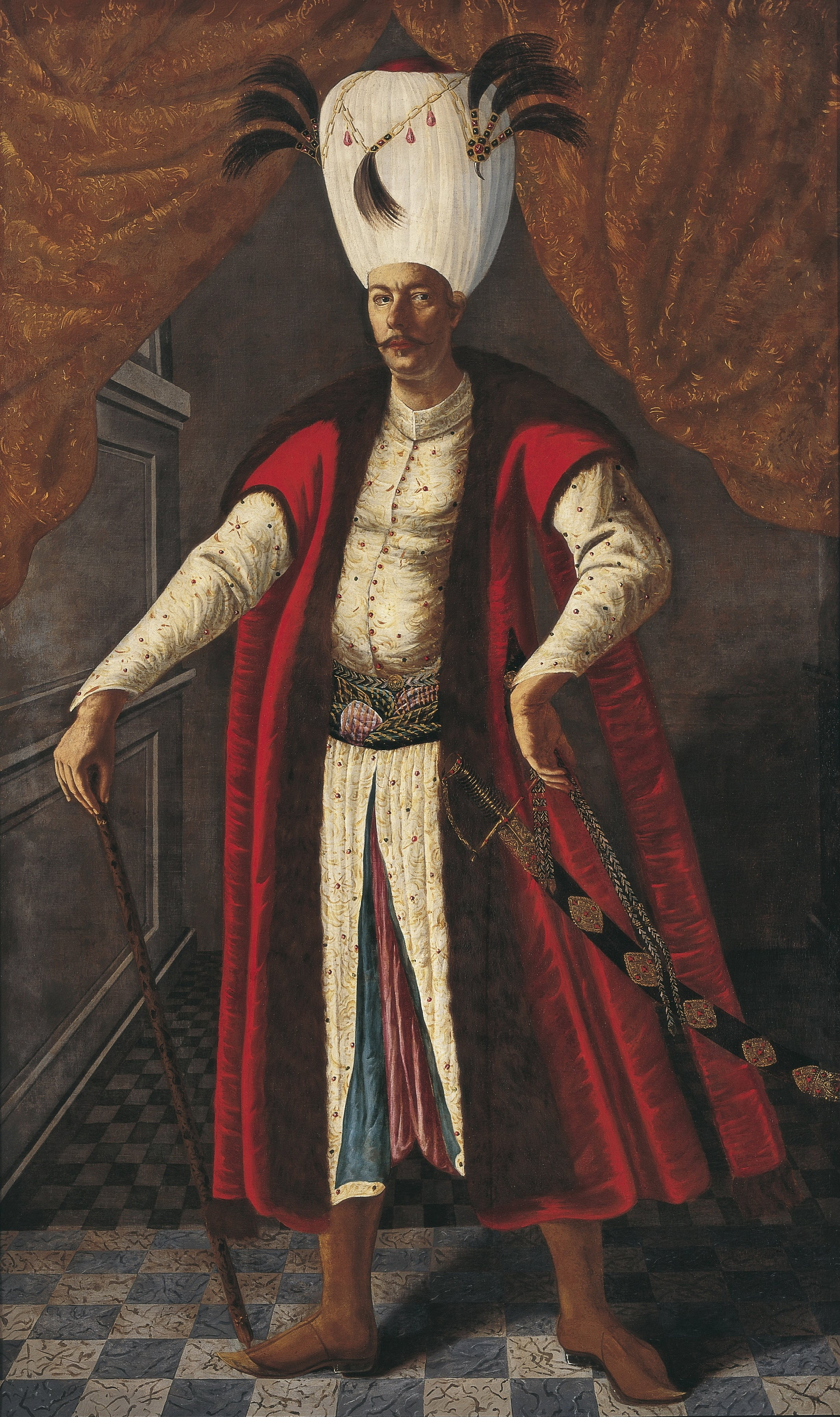
Mehmet IV was de Ottomaanse sultan van 1648 tot 1687. Hij is een van de sultans die in sommige versies van de briefwisseling bij naam worden genoemd.

Voor zijn Engelse editie van de tekst uit 1999 baseerde Andrew Gregorovich, een Canadese bibliothecaris met Oekraïense roots, zich op een versie van Yavornytsky (ook wel getranslitereerd als Evarnitsky of Evarnickij) en eerdere op Yavornytsky gebaseerde Engelse vertalingen door Cresson (1919), Ripley's Believe It or Not! (1950) en Guerney (1959). De Yavornytsky-versie, die voor het eerst werd gepubliceerd in 1894, gaat terug op een priester genaamd I. Kurylin uit het dorp Vyshchetarasivka / Вищетарасівка in het Oblast Dnjepropetrovsk (destijds het Gouvernement Jekaterinoslav). Omdat het slechts één taboewoord bevatte vergeleken met de vier in de versie van Kostomarov uit 1872, nam Friedman (1978) aan dat Yavornytsky's versie een 'gezuiverde' editie was van een vulgairder origineel.

Sultan Mehmet IV aan de Zaporozje-Kozakken:
Als sultan; zoon van Mohammed; broer van de zon en maan; kleinzoon en onderkoning van God; heerser van de koninkrijken Macedonië, Babylon, Jeruzalem, Opper- en Neder-Egypte; keizer der keizers; soeverein der soevereinen; uitzonderlijk ridder, nooit verslagen; steevaste bewaker van het graf van Jezus Christus; beheerder uitgekozen door God zelf; de hoop en toeverlaat van de moslims; de verwarrer en grote verdediger van de christenen – beveel ik jullie, de Zaporogische Kozakken, om jullie vrijwillig aan mij te onderwerpen en zonder enig verzet, en op te houden met mij lastig te vallen met jullie aanvallen.

[Brief van de Zaporozje-Kozakken als antwoord op de sultan van Turkije]
Gij Turkse duivel!
Broeder en metgezel van de vervloekte duivel, en secretaris van Lucifer zelf, gegroet!

Wat voor verdomde edele ridder zijt gij? Satan werpt uit en uw leger verslindt. Nooit zult gij geschikt zijn om de zonen van christenen onder u te hebben. Uw leger vrezen wij niet, en ter land en ter zee zullen wij in onze chaika's strijd met u voeren.

Gij keukenjongen van Babylon, gij bierbrouwer van Jeruzalem, gij geitendief van Alexandria, gij zwijnenherder van Egypte (zowel het Grotere als het Kleinere), gij Armeens varken en Tartaarse geit. Gij beul van Kamyanets, gij boosdoener van Podolië, gij grote suffe dwaas van de hele wereld en van de onderwereld en, ten overstaan van onze God, een domkop, een zwijnensnuit, een paardenkont en een clown van Hades. Moge de duivel u grijpen!

Dat is wat de Kozakken u te zeggen hebben, gij kleinste geboren van dwergen! Ongeschikt zijt gij om te heersen over ware christenen!
De datum weten we niet, aangezien wij geen kalender hebben. De maan (maand) is in lucht, het jaar staat in een boek en de dag is dezelfde bij ons hier als bij u daar ginder - en gij kunt ons kussen gij weet waar!
— Koshovyi Otaman Ivan Sirko, en de gehele Broederschap van Zaporozje-Kozakken

### Andere versies
De Oekraïense schrijver Mykola Arkas nam een Oekraïense versie van de vermeende briefwisseling tussen de Ottomaanse sultan en de Zaporozje-Kozakken op in zijn populaire boek Geschiedenis van Oekraïne–Roes' (1912). Hij merkte op: 'Deze brieven zijn dan misschien verzonnen, maar ze zijn wel erg goed verzonnen.'
De dichter Stepan Rudansky publiceerde een Oekraïense poëtische editie van de briefwisseling in Complete Collectie van Grappige Gedichten (1915), getiteld "Ahmet III. en Zaporizja". Friedman (1978) merkte op dat deze inhoudelijk en qua stijl heel anders was dan de versies van Kostomarov en Yavornytsky en liet hem daarom buiten beschouwing.

## In populaire cultuur

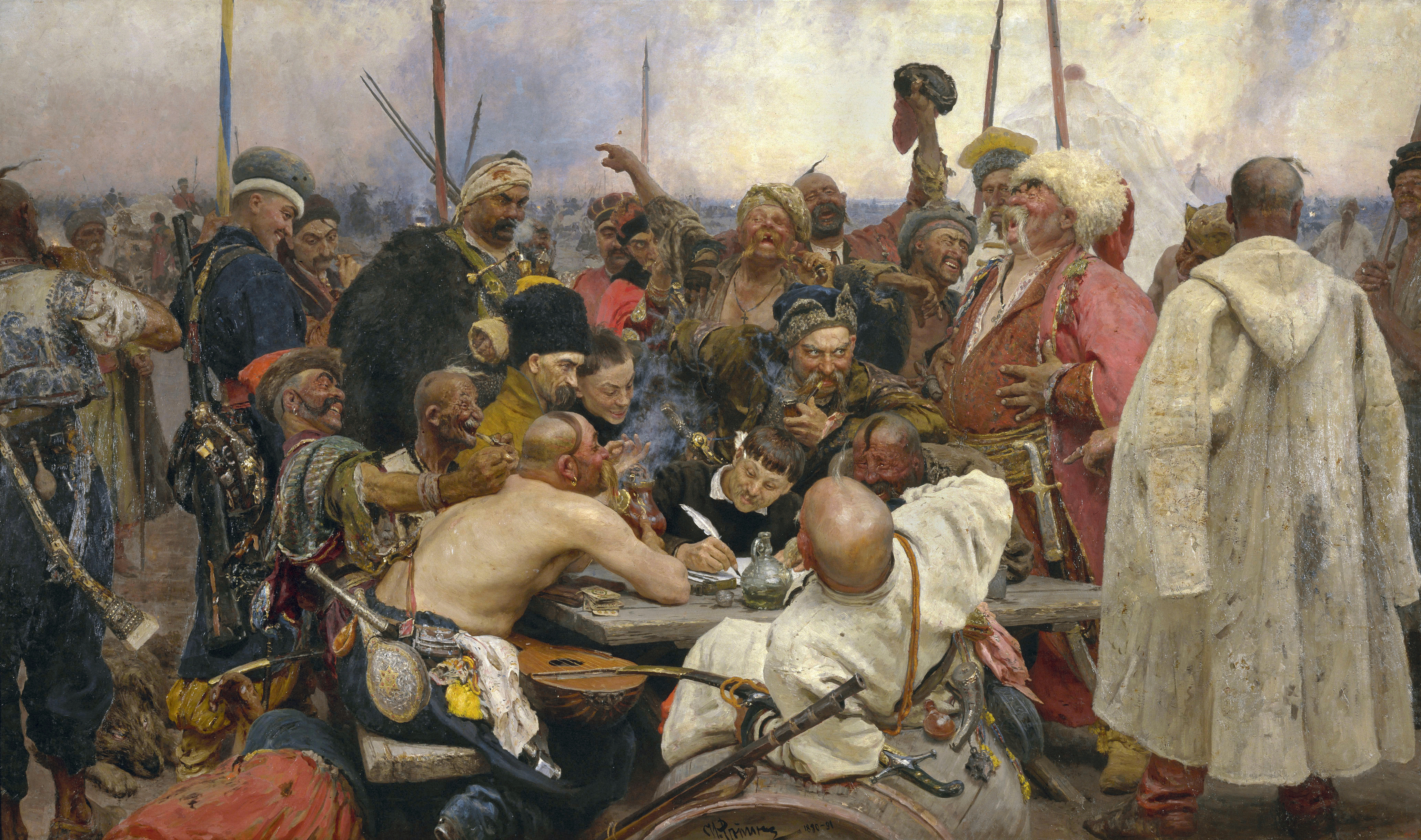
Ilja Repins schilderij De Zaporozje-Kozakken schrijven de Turkse sultan een brief (ca. 1890)

De sultan–Kozakkenbriefwisseling werd extreem populair aan het begin van de Russisch-Turkse Oorlog (1877-1878).:14:38 Tegen die tijd waren de meest verspreide versies gecentreerd rondom de Zaporozje-Kozakken (afgeleid van "gebied achter de stroomversnellingen", Oekraïens: za porohamy), die woonden in de contreien rondom de benedenloop van de Dnjepr in Oekraïne, die naar verluidt zojuist het Ottomaanse Rijk hadden verslagen op een zeker moment in de jaren 1670. Daarentegen zou de Ottomaanse sultan Mehmet IV ondanks zijn nederlaag toch hebben geëist dat de Kozakken zich aan de Ottomaanse heerschappij zouden onderwerpen. De Kozakken, geleid door ene Ivan Sirko, zouden op karakteristieke wijze hebben gereageerd met een brief vol beledigingen en vulgariteiten. Het laat-19e-eeuwse schilderij van Ilja Repin, De Zaporozje-Kozakken schrijven de Turkse sultan een brief, vertoont het plezier dat de Kozakken hebben met het verzinnen van steeds ergere vulgariteiten. In de 19e eeuw waren de historische Zaporozje-Kozakken soms het onderwerp van picaresque verhalen die waardering uitspraken voor hun primitieve levendigheid en minachtende afwijzing van autoriteit (in schril contrast met de meer beschaafde onderdanen van de autoritaire Russische staat).
De briefwisseling en met name Repins schilderij ervan speelden een belangrijke rol in de ontwikkeling van zowel Oekraïens als Russisch nationalisme.:14:38 Iedere keer dat het Russische Keizerrijk en later de Sovjet-Unie met een bepaalde sterke vijand werd geconfronteerd, doken de sultan-Kozakkenbrieven weer op in talloze varianten, bijvoorbeeld tijdens "Grote Vaderlandse Oorlog" (de Sovjet-deelname aan de Tweede Wereldoorlog).:15:28 Na het uiteenvallen van de Sovjet-Unie werd de traditie voortgezet langs de nieuwe staatsgrenzen.:16:03 Toen tijdens de Syrische burgeroorlog het Russisch-Turkse conflict in 2015 begon, verschenen er meer dan tien verschillende versies van de Kozakse brief aan de Turkse sultan op het internet, inclusief een muzikale versies die honderdduizenden keren werd bekeken; een populariteit die ondenkbaar zou zijn geweest in de 17e eeuw.:16:18